# Алпразолам
Алпразоламът е сравнително ново триазолобензодиазепиново производно с противострахово и седативно-хипнотично действие от групата на бензодиазепините.

## Механизъм на действие
Усилва ГАМК-ергичната медиация.

## Показания
Страхова невроза, агорафобия, неврози с изразена вегетативна симптоматика, депресии, възбудимост.

## Странични ефекти
Сънливост, развитие на физическа и психическа лекарствена зависимост. Абстинентни реакции при отнемане, дори гърчове, когато след продължителна терапия дозировката рязко се намали или терапията се спре. Рискована и много опасна е успоредната употреба на алкохол. Препоръчва се да се избягва при бременни жени.

## Дозировка
- Неврози – 0,25 до 0,5 mg 3 пъти дневно
- Страхова невроза и агорафобия – 0,5 mg 3 пъти дневно за 2 дни, при необходимост дозата се увеличава с 0,5 mg на всеки 2 дни до достигане на 2 mg 3 пъти дневно. При проява на влошаване или силна седация терапията се спира.
- Максимална денонощна доза – 4 mg.
- Срок на годност – 5 години